# ون ويب (شركة)
ون ويب (بالإنجليزية: OneWeb)‏، المعروفة سابقًا باسم WorldVu Satellites،  هي شركة اتصالات عالمية أسسها Greg Wyler. يقع المقر الرئيسي للشركة في لندن في المملكة المتحدة. وتأسست في أرلينغتون، فرجينيا، الولايات المتحدة الأمريكية  وبدأت بإطلاق كوكبة الأقمار الصناعية ون ويب، وهي شبكة تضم أكثر من 650 من الأقمار الصناعية ذات المدار الأرضي المنخفض، في 27 فبراير من عام 2019.
الهدف الأساسي للشركة هو توفير خدمات الإنترنت «للجميع، وفي في كل مكان»، لتصل إلى المناطق الريفية والبعيدة وأيضا لتوفير الخدمات التي تتعلق بالنقل الجوي والبحري والبري والتوصيل الخلوي عبر الفضاء.

## التاريخ
تأسست الشركة في عام 2012 تحت اسم WorldVu،  ومقرها جزر القنال البريطانية. حصلون ويب على 500 مليون دولار من التمويل بما في ذلك صفقات إطلاق مع فيرجن غالاكتيك وأريان سبيس في عام 2015.
في يونيو 2015، أبرمت ون ويب صفقة مع إيرباص للدفاع والفضاء التي فازت في بناء أقمار إنترنت صناعية واسعة النطاق بعد منافسة بين المصنعين الأمريكيين والأوروبيين.
في ديسمبر 2016، جمعت ون ويب مليار دولار من مجموعة سوفت بنك. و 200 مليون دولار من مستثمرين آخرين. في يوليو 2016، أي بعد عام واحد من الإعلان الأولي، ذكرت ون ويب أنها تسير وفق الخطة الزمنية المرسومة.
في فبراير 2017، أعلنت ون ويب أنها تتوقع بيع كل طاقتها بحلول وقت الإطلاق، لكن السعة المعلنة الوحيدة المباعة كانت لشركة Gogo و Intelsat. أعلن ويلر أنه يفكر في مضاعفة حجم كوكبة الأقمار الصناعية بمقدار أربعة أضعاف عن طريق إضافة 972 قمرا صناعيا إضافيا. مع زيادة رأس المال الأصلية التي بلغت 500 مليون دولار في عام 2015، بالإضافة إلى استثمار سوفت بنك بقيمة مليار دولار في عام 2016، كان «المستثمرون السابقون ملتزمون بمبلغ إضافي قدره 200 مليون دولار، وبذلك ارتفع إجمالي رأس مالون ويب إلى 1.7 مليار دولار».
انهار ترتيب الاندماج مع شركة إنتلسات التي كانت تجري مفاوضات خلال مايو 2017 في شهر يونيو من نفس العام.
في 31 كانون الثاني (يناير) 2019، أعلنت ون ويب أنها ستؤخر إطلاقها الصاروخي الأول بسبب ملاحظات لعمل غير نظامي اُكْتُشِف على الصاروخ. في 27 فبراير 2019، أطلقت ون ويب بنجاح أول ستة أقمار صناعية في مدار أرضي منخفض من مركز غويانا الفضائي في غويانا الفرنسية باستخدام صاروخ سويوز 2.
في 27 فبراير 2019، أعلنت ون ويب عن توقيعها أول اتفاقيتين للعميل تمثل بداية لتسويقها. وأعلنت في 18 مارس 2019 بأنها حصلت على تمويل بقيمة 1.25 مليار دولار في أعقاب الإطلاق الناجح الأول في 27 فبراير 2019.